# Epeorus nigripilosus
Epeorus nigripilosus es una especie de efímera del género Epeorus, familia, Heptageniidae. Fue descrita por Sinitshenkova en 1976.

## Descripción
Los esternones abdominales poseen manchas triangulares. Placas branquiales anchas.

## Distribución y hábitat
Se distribuye por Georgia, suroeste de Rusia, Turquía, isla de Chipre y norte de Irak e Irán. Las larvas habitan en pequeños ríos y arroyos. Se han encontrado ejemplares a altitudes que van desde 280 hasta 2100 m s. n. m., con una frecuencia por encima de los 1000 m s. n. m.